# جیاف هیکسون
جیاف هیکسون (انگلیسی: Geoff Hickson؛ زادهٔ ۲۶ سپتامبر ۱۹۳۹) بازیکن فوتبال اهل بریتانیا است.
از باشگاه‌هایی که در آن بازی کرده‌است می‌توان به باشگاه فوتبال استوک سیتی، باشگاه فوتبال بلکبرن روورز، باشگاه فوتبال شروزبری تاون، باشگاه فوتبال پورت ویل، باشگاه فوتبال لیورپول، باشگاه فوتبال کرو آلکساندرا، و باشگاه فوتبال ساوتپورت اشاره کرد.